# Sukamenang
Sukamenang is een bestuurslaag in het regentschap Musi Rawas van de provincie Zuid-Sumatra, Indonesië. Sukamenang telt 2375 inwoners (volkstelling 2010).